# Leuconitocris acutipennis
Leuconitocris acutipennis é uma espécie de escaravelho da família Cerambycidae.  Foi descrito por Stephan von Breuning em 1956.